# 次郎 (呼出)
次郎（じろう、本名：西出 和夫（にしで かずお）、1960年1月19日 - ）は、大相撲の元呼出。三保ヶ関部屋→春日野部屋所属。

## 人物
千葉県習志野市出身。長く土俵作りの責任者を務め、「土俵作りの名人」の異名をとった。
2008年1月場所から2022年11月場所まで、三役呼出筆頭の地位に在位していたが、その期間中、出場力士の最高位が関脇の優勝決定戦として次に示す3番を呼び上げた。
- 2019年9月場所千秋楽　関脇御嶽海 - 関脇貴景勝（史上初の関脇同士の優勝決定戦）
- 2022年3月場所千秋楽　関脇若隆景 - 前頭髙安
- 2023年7月場所千秋楽　関脇豊昇龍 - 前頭北勝富士

2019年11月場所より、不祥事により10月に退職した立呼出の拓郎に代わって結びの一番を含む最後の2番を呼び上げている。
次郎にとって拓郎は同じ部屋に入門・所属してきた兄弟子で40年以上の付き合いがあった。拓郎は退職が決まる前に次郎に「九州は行けなくなるから、頼むな」と電話をかけており、拓郎の退職届受理は春日野から聞いたという。その後、11月場所の土俵築のときに呼出全員を集め、「今の時代、協会を挙げて暴力を追放しようと取り組んでいる。感情の高ぶりがなかったにせよ、こういうことはなしにしよう」と確認し合ったという。次郎は拓郎に世話になった身であり、ファンの間でも拓郎の件は暴力かどうか意見が分かれるが、複雑な思いを口にすれば暴力肯定と誤解されかねないため拓郎について多くは語らなかった。
2015年1月場所から次席、2019年11月場所から首席の呼出を務め、2024年1月場所（正式には番付発表の2023年12月25日付）から飛び級の形で立呼出に昇進した。三役呼出から副立呼出を経験せず直接立呼出に昇進するのは、1996年1月場所の兼三以来。これにより立呼出は4年間にわたる空位が解消されたが、次郎の立呼出在位は停年退職までの2024年1月場所 - 2025年1月場所の7場所となった。
2024年6月18日、力士以外で相撲振興に寄与した人に与えられる「永楽相撲功労賞」を受賞。
2025年1月場所中の1月19日に65歳の誕生日を迎えたため、同場所千秋楽限りで日本相撲協会を停年（定年）退職した。最後の呼び上げは、本割では琴櫻－豊昇龍戦であったが、その後優勝決定戦として、金峰山－豊昇龍戦及び王鵬－豊昇龍戦（巴戦なので王鵬のみ呼び上げ）を呼び上げている。

## 呼び上げ
呼び出す際の音程に難があることが指摘されており、角界関係者からも「次郎は音痴」と言い切られ、それを公言する親方衆もいる。スポーツライターの西尾克洋からも、名前こそ伏せられているものの、「J問題」として音程を外す呼出の年功序列による立場に懸念が示されていた（なぜ「J問題」と呼ぶかについては、「察してほしい」とのこと）。かつて番付の序列で一時期克之に抜かれたことがあったり、拓郎の不祥事による退職で立呼出と副立呼出が共に空位となってからも、停年間際まで長らく三役呼出に留め置かれていたりしたのは、これが原因とみられる。
立呼出在位中、本来の結びの一番が一方の休場、他方の不戦勝となったために、呼び上げの出番がなく一日が終わり、実質の結びの一番を克之が呼び上げたケースを次のように複数回経験している。
- 2024年1月場所14日目　本来の結び：豊昇龍休場、照ノ富士不戦勝　実質の結び：霧島対琴ノ若
- 同年3月場所7日目　本来の結び：照ノ富士休場、翔猿不戦勝　実質の結び：貴景勝対錦木
- 同年5月場所2日目　本来の結び：照ノ富士休場、大栄翔不戦勝　実質の結び：熱海富士対琴櫻
- 2025年1月場所5日目　本来の結び：照ノ富士休場、豪ノ山不戦勝　実質の結び：熱海富士対豊昇龍

## 履歴
- 1978年3月場所 - 三保ヶ関部屋から初土俵。
- 1994年7月場所 - 呼出の番付制導入により、幕下呼出となる。
- 1995年1月場所 - 十両呼出に昇進。
- 2001年1月場所 - 幕内呼出に昇進。1999年11月場所から序列で克之に抜かれていたが、この時に克之の上に復帰
- 2002年9月場所 - 三役呼出に昇進。
- 2013年11月場所 - 三保ヶ関部屋閉鎖に伴い春日野部屋へ移籍。
- 2019年11月場所 - 拓郎の不祥事による退職により、呼出のトップとなる。
- 2024年1月場所 - 立呼出に昇進。
- 2025年1月場所 - 最終場所